# XWiki
XWiki（エクスウィキ）はLGPLでライセンスされているWikiソフトウェアパッケージである。エンタープライズWikiであり、プロフェッショナルユースに必要な多くの特色を持っている。Wikiインタフェースから構造化データやスクリプトなどのアプリケーションを書くことができるので、アプリケーションWikiでもある。その言語にはApache VelocityとGroovyを使うことができる。
Javaで書かれており、基盤としてRDBMS（MySQLやHSQLDBなど）を使用している。 
Wiki構文はXWikiレンダリングエンジンを使用して表示される。XWikiページはデフォルトでWYSIWYGエディターを使用して記述され、テキストのフォーマット、テーブルの作成、リンクの作成、画像の表示などに使用できるシンプルなWiki構文でレンダリングされます。

## 歴史
XWikiはLudovic Dubostによって独自に書かれ2003年1月に最初のリリースが登場した。Wiki Farm XWiki.com の初期バージョンは2003年4月にリリースされた。当初はGPLライセンスでリリースされたが、2006年2月にはライセンスをLGPLに変更すると発表された。